# Eutypella naqsii
Eutypella naqsii är en svampart som beskrevs av K.D. Hyde 1995. Eutypella naqsii ingår i släktet Eutypella och familjen Diatrypaceae.   Inga underarter finns listade i Catalogue of Life.